# ورزشگاه رامون سانچز پیس‌خوان
 ورزشگاه رامون سانچز پیس‌خوان (به اسپانیایی: Estadio Ramón Sánchez Pizjuán) ورزشگاهی در شهر سویا در کشور اسپانیا است.
این استادیوم متعلق به باشگاه فوتبال سویا می باشد و بازی های این تیم در این استادیوم برگزار می شود.

## تاریخچه
باشگاه فوتبال سویا از ابتدای تأسیس خود، بازی‌های خانگی اش را در ورزشگاه‌های مختلفی انجام می‌داد که اکثر آن‌ها ظرفیت کمی داشتند و پاسخگوی تعداد زیاد هوادارانش نبودند. تا سال ۱۹۵۴ بازی‌های خانگی سویا در استادیوم نرویون با ظرفیت ۲۰ هزار نفر برگزار می‌شد. در سال ۱۹۵۴، اعضای باشگاه سویا تصمیم گرفتند که یک ورزشگاه بزرگ‌تر و مجهزتر را برای باشگاه بسازند. زیرا استادیوم نرویون برای هواداران بسیار کوچک بود و گنجایش کمی داشت و در هر بازی، هزاران هوادار نمی‌توانستند بازی را در ورزشگاه تماشا کنند. در ۲۸ اکتبر ۱۹۵۶، رئیس باشگاه که مدت ۱۷ سال عهده‌دار این سمت بود، به‌طور ناگهانی و مشکوک درگذشت. به پاس زحماتی که رامون سانچز پیس خوان برای باشگاه متحمل شده بود و جام‌هایی که سویا در دوران ریاست وی کسب نمود، هواداران و اعضای باشگاه برای زنده نگاه داشتن یاد و خاطره او تصمیم گرفتند تا نام ورزشگاه جدید را از نام رئیس فقید باشگاه بگیرند.
پس از مرگ سانچزپیس خوان، رامون کارانزا به مدت ۴ سال ریاست باشگاه سویا را عهده‌دار بود. کارانزا در مراسم خاکسپاری سانچزپیس خوان این سخنان را بر زبان آورد:
«رامون عزیز، امروز دوستانت که من نیز افتخار دارم یکی از آن‌ها باشم، اینجا جمع شده‌ایم تا تو را به خاک بسپاریم. فردا ما با هم تلاش خواهیم کرد تا رؤیای تو را به حقیقت تبدیل کنیم. رؤیای استادیوم بزرگ سویا. رامون در آرامش به سوی بهشت برو، زیرا که رویایت به حقیقت تبدیل خواهد شد.»
سخنان کارانزا درست از آب درآمد و او به وعده‌اش عمل کرد و ۵۰ میلیون پزوتا بودجه را برای ساخت استادیوم اختصاص داد. یک ماه و نیم پس از مرگ سانچزپیس خوان، اولین سنگ بنای استادیوم جدید گذاشته شد و کار ساخت ورزشگاه آغاز گردید. معماری و طراحی این پروژه به مانوئل مونیوز موناستریو که پیش از این استادیوم سانتیاگو برنابئو را نیز طراحی کرده بود، سپرده شد.
سرانجام در روز ۷ سپتامبر ۱۹۵۸ ورزشگاه رامون سانچز پیس خوان با بازی دوستانه سویا و رئال جائن افتتاح گردید. نخستین بازی رسمی که در این استادیوم برگزار شد نیز، نخستین بازی فصل ۵۹–۱۹۵۸ بود که در آن سویا موفق شد با نتیجه ۲–۴ رقیب همشهری اش رئال بتیس را شکست دهد. گنجایش ورزشگاه رامون سانچز پیس خوان در حال حاضر حدود ۴۳ هزار نفر می‌باشد. این استادیوم در جام جهانی ۱۹۸۲ اسپانیا نیز میزبان دیدارهایی نظیر برزیل و شوروی در مرحله گروهی و همچنین بازی کلاسیک و خاطره انگیز فرانسه و آلمان در نیمه نهایی آن رقابت‌ها بود. همچنین در این استادیوم، فینال جام باشگاه‌های اروپا ۱۹۸۶ میان استوا بخارست رومانی و بارسلونا برگزار گردید. تیم ملی فوتبال اسپانیا نیز یک رکورد منحصر به فرد در این ورزشگاه دارد. اسپانیا در دیدارهایی که از حریفانش در این استادیوم میزبانی کرده، هرگز شکست نخورده‌است.